# Wisdom of crowds
Wisdom of crowds is het debuutalbum van Bruce Soord als soloartiest. Hij was dan al jarenlang leider van de band The Pineapple Thief. De eerste albums van die band waren eigenlijk ook soloalbums van Soord; hij schreef de muziek en teksten en speelde de albums zelf vol, daarbij gebruik makend van een aantal pseudoniemen voor namen van ander musici. Het album kwam tot stand door samenwerking van Soord en Johnny Wilks,  manager van KScope. Soord wilde toch afstand nemen van The Pineapple Thief, daarom zong hij niet zelf, maar liet dat over aan Jonas Renske, zanger van Katatonia. In 2017 kondigde Soord aan dat er plannen waren voor een nieuwe samenwerking, maar dat is er in 2021 nog niet van gekomen.  Er volgde een korte concertreeks waarbij ook 013 in Tilburg werd aangedaan.
De muziek is een mengeling van de muziek van Depeche Mode en gothic rock uit de jaren negentig.

## Musici
- Bruce Soord – alle muziekinstrumenten
- Jonas Renske – alle zang
- Steve Kitch - synthesizers

## Muziek
| Nr. | Titel                                | Duur  |
| --- | ------------------------------------ | ----- |
| 1.  | Pleasure (Soord, Wilks)              | 6:11  |
| 2.  | Wisdom of crowds (Soord, Wilks)      | 5:03  |
| 3.  | Radio star (Soord, Wilks)            | 4:35  |
| 4.  | Frozen north (Soord, Wilks)          | 6:31  |
| 5.  | The light (Soord, Wilks)             | 7:12  |
| 6.  | Stacked naked (Soord, Wilks)         | 4:53  |
| 7.  | Pretend (Soord, Wilks)               | 5:23  |
| 8.  | The centre of gravity (Soord, Wilks) | 5:36  |
| 9.  | Flows through you (Soord, Wilks)     | 11:38 |